# James Kelly (Fußballspieler, 1865)
James Kelly (* 15. Oktober 1865 in Renton; † 20. Februar 1932) war ein schottischer Fußballspieler und -funktionär und erster Mannschaftskapitän von Celtic Glasgow. In seiner aktiven Karriere als Spieler gewann er dreimal den schottischen Pokal und die Meisterschaft. Nach seinem Karriereende wurde Kelly Chairman von Celtic Glasgow.

## Karriere

### Verein
James Kelly wurde als Sohn irischer Eltern die nach der Hungersnot in Irland nach Schottland kamen, im Jahr 1865 in Renton, West Dunbartonshire etwa 30 Kilometer nordwestlich von Glasgow geboren. Die Region West Dunbartonshire gilt als die Wiege des schottischen Fußballs. Er begann seine Karriere in seinem Heimatort beim im Jahr 1872 gegründeten FC Renton. Mit dem Verein gewann Kelly in den Jahren 1885 und 1888 den Schottischen Pokal. Am 28. Mai 1888 unterschrieb Kelly einen Vertrag bei Celtic Glasgow der ein halbes Jahr zuvor im November 1887 gegründet worden war. Ihm wurde die Ehre zu Teil, erster Mannschaftskapitän in der Geschichte des Vereins zu werden. Sein Schwiegervater Francis McErlean war einer der Gründungsväter von Celtic. Er führte Celtic als Kapitän zum ersten Old-Firm-Derby der Geschichte am selben Tag seiner Verpflichtung auf das Spielfeld. Das Spiel gewann Celtic mit 5:2. Mit Celtic gewann er 1892 den Pokal, und 1893, 1894 und 1896 die schottische Meisterschaft.
Kelly wurde nach seinem Karriereende im Jahr 1897 im Alter von 32 Jahren Direktor von Celtic und war von 1909 bis 1914 Präsident des Vereins. James Kelly gilt als Celtic Great. Er trug maßgeblich zum wirtschaftlichen und sportlichen Aufstieg des Vereins bei. Unter seiner Leitung stieg Celtic neben den Rangers zum erfolgreichsten schottischen Fußballverein auf. Bis zu seinem Tod im Februar 1932 war Kelly in verschiedenen Funktionen im Gremium von Celtic aktiv.
Einige seiner Nachkommen darunter Robert Kelly, Michael Kelly und Kevin Kelly wurden ebenfalls Celtic-Direktoren; ein Sohn, Frank Kelly spielte vor seinem Tod im Ersten Weltkrieg ebenfalls kurz für den Verein, und 1934 heiratete ein anderer Celtic-Spieler Willie Hughes James Kellys Tochter Bridie.

### Nationalmannschaft
James Kelly spielte von 1888 bis 1896 achtmal für die schottische Nationalmannschaft und erzielte dabei einen Treffer. Er debütierte für die Bravehearts am 17. März 1888 bei einer 0:5-Niederlage gegen England im Hampden Park von Glasgow.

## Erfolge
mit dem FC Renton
- Schottischer Pokalsieger: 1885, 1888

mit Celtic Glasgow
- Schottischer Pokalsieger: 1892
- Schottischer Meister: 1893, 1894, 1896